# Hubert Pfaffenbichler
Hubert Pfaffenbichler, genannt „El Hombre“ (* 10. November 1942 in Ybbs an der Donau; † 5. September 2008 in Wien), war ein österreichischer abstrakter Maler und Bildhauer.

## Leben
Von 1960 bis 1967 studierte Hubert Pfaffenbichler an der Akademie der bildenden Künste in Wien bei Robinson Andersen, Sergius Pauser, Fritz Wotruba und war Meisterschüler und Absolvent unter Max Weiler. Ab 1968 änderte er seinen Künstlernamen auf „El hombre“ und trug ab dann die „rote Haube“. Begegnungen mit dem japanischen Maler Ikeda, 1974 mit Joseph Beuys in Düsseldorf, den amerikanischen Dichtern W. H. Auden und Herbert Kuhner formten Freundschaften. Zwei Jahre später trat Pfaffenbichler der Wiener Secession bei.
Für sein Lebenswerk wurde ihm 2002 im Bundeskanzleramt das Ehrenkreuz für Wissenschaft und Kunst verliehen.

## Werk
Sein abstraktes Werk beschäftigt sich mit dem Ursprung, sogenannten Atavismen der Malerei. „Urformen sind gegenüber komplizierten Formen immer Erneuerer der Kunst“, formulierte Pfaffenbichler. Er beschäftigt sich jedoch ebenso mit politischen Themen seiner Zeit, wie in seinem Aktionswerk „art for peace“. In zahlreichen Aktionen im Inland, wie der Erklärung des Stephansplatz zum Platz des Friedens und der Begegnung, „Bobby Fischer Objekt – Schach dem Krieg“, der Verwandlung des Stephansplatzes in ein Schachbrett, sowie Aktionen im Ausland, Aktion 5 „der essbare Stahlhelm – Herbstzeitlosen“, Aktion 2 „26h ununterbrochen rasieren“ wie auf dem Internationalen Kunstmarkt Düsseldorf 1972, tritt er gegen das Treiben des Establishments und für den Dialog ein. Die Malerei und Grafik als zeitkritisches Engagement und Irritationsmoment.
2018 erfolgte ein Ankauf einer Werkauswahl durch das Museum Liaunig – Stiftung Liaunig.

## Auszeichnungen
- 1965 belobende Anerkennung für künstlerische Gesamtleistung bei R. Andersen
- 1966 Paul Troger Preis des Landes Tirol
- 1966 Kardinal-König-Preis (für sakrale Kunst)
- 1966 10. Österr. Grafikwettbewerb Innsbruck, Landesmuseum Ferdinandeum – Preis
- 1967 Marius Retti Preis
- 1967 Preis des BM für Unterricht, Ausstellung „Geist und Form V“
- 1970 Förderungspreis des Wiener Kunstfonds, Zentralsparkasse Wien – Bildankäufe
- 1976 Staatsstipendium für Bildende Kunst über Empfehlung des BM
- 1976 Beitritt zur Wr. Secession unter Präsident P. Meissner
- 2002 Verleihung des Österreichischen Ehrenkreuzes für Wissenschaft und Kunst[1]

## Plastische Arbeiten (Auswahl)
- 1980–1990 Brett in Bewegung mit tonaler Abfolge, Kartonventilator, stehende Frauenfigur – Gipsarbeiten, ein Stück goldene Schiene, Kartonfernseher mit Schwarzweissbild, Kartonfrau
- 1994 plastische Arbeit sterbender Vogel, Fertigteilhaus aus Bierdeckeln mit goldenem Rauchfang
- 1996 Beginn plastische Arbeiten – Gott Vater Sohn und der heilige Geist
- 1997 ein Teilstück der Donau nach Johann Strauss
- 1997 Projekt Club Gutruf – Zubetoniert und Vergolden
- 1998 Objekt Freundschaft – mündige Bürger

## Ausstellungen (Auswahl)
- 1967 I K C – Atavismus,
- 1967 Forum Stadtpark Graz – Grafik, Atavismus 1966
- 1967 10. Grafikwettbewerb Innsbruck
- 1967 Teilnahme 10. Grafikwettbewerb Innsbruck
- 1967 Teilnahme Internat. Jugendausstellung Bratislava
- 1967 Teilnahme BM für Unterricht Ausstellung „Geist und Form V“
- 1967 Teilnahme Internat. Grafikausstellung in der Galerie Nächst St. Stephan
- 1968 Teilnahme Accrochage 68, Galerie Nächst St. Stephan
- 1968 Aktion gegen die Cliquenwirtschaft der Österr. Galerien und die Nichtbeachtung der Avantgarde in der Fleischhauerei Hieblinger Wien-Innenstadt, im Schuhgeschäft Zak an der Kurierecke Wien-Innenstadt
- 1968 Ausstellung in der Galerie Basilisk mit K. Talos
- 1969 Teilnahme Surrealismus in der heutigen Kunst, Galerie St. Stephan
- 1969 Teilnahme Junge Österreicher, Galerie Hildebrandt, Klagenfurt und Zagreb
- 1970 Teilnahme Zentralsparkasse der Gemeinde Wien, Junge Generation
- 1970 Galerie Stubenbastei, Art for Peace
- 1971 Erste österreichische Sparkasse, Galerie Passage
- 1971 Teilnahme „6 Möglichkeiten Krems“
- 1972 Großausstellung Galerie – Spony Essen DBR, Aktion Stahlhelm, Bilder und Grafiken und Objekte, Ankauf durch das Kaiser Wilhelm Museum in Krefeld
- 1972 Aktion Stahlhelm -Plakataktion – Düsseldorf
- 1972 Galerie Stubenbastei Aktion – Mensch – Zeichnungen
- 1972 Aktion für den Frieden am Stephansplatz – Bobby Fischer Objekt Schach dem Krieg, Erklärung d. Stephansplatz zum Platz des Friedens und der Begegnung – Objekt
- 1972 Ausstellung bei Manfred Scheer – Fotodokumentation der Aktion Bobby Fischer und Originalzeichnungen
- 1972 Ausstellung mit Galeriegründung Reinald Stremitzer – Wien 6., Joanelligasse; Aktion – Frustrationserscheinungen in der Kunst
- 1972 Diskussion – Aktion in der Fleischhauerei Reither – Krems
- 1972 Teilnahme – Aktion „Künstler helfen Israel“ – Wien 6, Otto Bauergasse
- 1972 Stadtbild, Zentralsparkasse
- 1972 Galerie Schottenring, Realismus heute, Erste Österr. Sparkasse
- 1973 Ausstellung in der Galerie Steinrötter Münster Westfalen, Aktion mit Friedenskiste für den Film „Kain“ von Dietmar Schönherr, Edition Steinrötter Münster
- 1973 Teilnahme Internationaler Kunstmarkt in Düsseldorf, Aktion 1 Biskuitstahlhelm, Aktion 2 26h ununterbrochen rasieren, Aktion 3 kehren im Raum mit Ventilator – Sisyphusarbeit, Aktion 4 Objekt Vogelkäfig – der Tonbandvogel, Aktion 5 der essbare Stahlhelm – Herbstzeitlosen
- 1974 Mitausstellung im Kunstverein Karlsruhe
- 1974 Ausstellung in Köln und Basel
- 1974 Teilnahme „Bildnerische Tatbestände“, Neue Galerie der Stadt Linz
- 1975 Große Ausstellung in der Wiener Secession
- 1975 Teilnahme Rank Xerox Zeichenwettbewerb
- 1978 Teilnahme „Contemporary Paintings from Vienna“, Leihgabe Zentralsparkasse, Squibb Gallery, Princeton
- 1979 Wiener Sezession – Ausstellung die Mitglieder
- 1980 Edition für den Club Gutruf „Essbares goldenes Wiener Salzstangerl“ im Rahmen der engen Freundschaft zu Helmut Qualtinger
- 1980 art for peace – Ausstellung in Münster
- 1982–1990 Aktionsmappe „art for peace“
- 1992 Ausstellung Edition Satchwell Kunst? und? oder? Technik? Ausstellungsleitung Alfred Strommer
- 1993 Aktionsmappe mit dem Titel „war“
- 1994 Ausstellung im Club Gutruf, Wien 1., Werke aus 1994 unter dem Titel „art for peace 1994“
- 1994 Ausstellung in Münster – PEACE
- 1995 Ausstellung Atavismus bei Lore Weber, Wien, Bäckerstraße 2
- 1996 Ausstellung bei Lore Weber – „54°20 Nord 18°30 West“ Impressionen meiner Seefahrten, Ölkreidezeichnungen
- 1997 Ausstellung Secessionisten im NÖ Dokumentationszentrum für Moderne Kunst
- 1997 Ausstellung aus der Sammlung Bernd Weber – Galerie Kunststücke in Wien 1, Bräunerstraße 3
- 1999 Großausstellung im Dokumentationszentrum St. Pölten, N.Ö.
- 2003 Teilnahme „Kunst im Advent“, Wr. Rathaus – Kommunalkredit, 2. Preis
- 2008 Teilnahme „Hosted“, Regionale08 KOMM-Zentrum, Graz, Österreich
- 2009 Teilnahme „Wandeln wie auf Wolken“, MUSA Wien Museum, Wien
- 2011 Teilnahme „Die 60er Jahre: Eine phantastische Moderne“, MUSA Wien Museum, Wien
- 2013 Teilnahme „Die 70er Jahre: Expansion der Wiener Kunst“, MUSA Wien Museum, Wien
- 2015 Teilnahme „Die 80er Jahre: Pluralismus an der Schwelle zum Informationszeitalter“, MUSA Wien Museum, Wien
- 2017 Kunstmesse 49. "Art & Antique" Hofburg Wien, vertreten durch Galerie Ernst Hilger
- 2018 Ausstellung "Hubert Pfaffenbichler Atavismus", Galerie HilgerNEXT/BROTkunsthalle
- 2019 Teilnahme "Der Zukunft herzlichst gewidmet", Museum Liaunig
- 2019 Teilnahme "Ich bin alles zugleich – Selbstdarstellung von Schiele bis heute", Landesgalerie Niederösterreich, Krems
- 2020 Teilnahme "o. T.", Museum Liaunig

## Filme
- 8 – 16 mm das totale Theater, der fremde Mensch, El Hombre die wichtigsten Gedichte: am no youg, weisses Papier, streitet: Warum Morgen werde ich wach sein, wenn sie kommen, Gliche 164–71